# Marocco ai Giochi della XXXI Olimpiade
Il Marocco ha partecipato ai Giochi della XXXI Olimpiade, che si sono svolti a Rio de Janeiro, Brasile, dal 5 al 21 agosto 2016, con una delegazione di 48 atleti impegnati in 13 discipline. Portabandiera alla cerimonia di apertura è stato il cavaliere Abdelkebir Ouaddar.
Si tratta della quattordicesima partecipazione di questo paese ai Giochi estivi. È stata conquistata una medaglia di bronzo ad opera del pugile Mohammed Rabii.

## Medagliere

### Per disciplina
| Sport    | Oro | Argento | Bronzo | Totale |
| -------- | --- | ------- | ------ | ------ |
| Pugilato | 0   | 0       | 1      | 1      |
| Totale   | 0   | 0       | 1      | 1      |

### Medaglie
| Medaglia | Nome           | Sport    | Evento               |
| -------- | -------------- | -------- | -------------------- |
| Bronzo   | Mohammed Rabii | Pugilato | Pesi welter maschile |